# 1888年足球
以下記載著1888年世界各地有關足球的重要事件：
- 印度舉辦首個全國性盃賽杜蘭德盃（Durand Cup），並以外交部長Mortimer Durand命名，首屆冠軍由皇家蘇格蘭火槍團奪得。
- 荷蘭首屆足球錦標賽舉行。
- 小希斯聯隊（後期更名為伯明翰）成為英格蘭首間轉為有限公司的足球會。
- 2月1日，皇家阿仙奴搬往Manor Ground比賽，首場比賽對手為米禾爾流浪。
- 3月23日，阿士東維拉會長威廉·麦格雷戈在倫敦與12間球會的代表宣佈開辦世界第一個職業足球聯賽，只有英格蘭南部的球會對麥格雷戈的提議不感興趣，均未出席。
- 4月7日，Tinsley Lindley代表英格蘭參加英國本土四角錦標賽，連續6場比賽內攻入9球創下國家隊連續入球最高紀錄，這個紀錄至今仍然未打破。
- 4月17日，威廉·麦格雷戈在曼徹斯特召開第二次會議，代表們選擇了「足球聯賽」（The Football League）為聯賽名稱。
- 5月19日，第二屆世界錦標賽（Football World Championship），由蘇格蘭代表Renton F.C.與英格蘭代表西布朗對抗，最終由Renton F.C.獲勝。
- 5月28日，蘇格蘭足球會些路迪進行第一場正式比賽，以5-2擊敗格拉斯哥流浪，進行首場「老字號」大戰。
- 9月8日，第一屆英格蘭足球聯賽揭幕，首輪聯賽共有五場球賽進行。

## 1888年成立的足球會
- 英格兰
  - （由華素爾城及華素爾快捷合併而成）
- 苏格兰
- 匈牙利
  - MTK布達佩斯
- 荷蘭
  - 鹿特丹斯巴達

## 各地盃賽冠軍
| 國家   | 賽事                | 冠軍              | 奪冠次數 | 上次奪標 |
| ------ | ------------------- | ----------------- | -------- | -------- |
| 英格兰 | 第17屆 英格蘭足總盃 | 西布朗            | 第1次    | －       |
| 苏格兰 | 第15屆 蘇格蘭足總盃 | 蘭頓              | 第2次    | 1884–85  |
|        | 第11屆 威爾斯盃     | Chirk AAA F.C.    | 第2次    | 1886–87  |
| 印度   | 第1屆 杜蘭德盃      | 皇家蘇格蘭火槍團  | 第1次    | －       |
| 美国   | 第4屆 美洲盃        | Fall River Rovers | 第1次    | －       |

## 國際賽
- 1888年英國本土四角錦標賽（1888年2月4日至4月7日），英格蘭以三戰三勝奪冠，是繼1886年後第二次奪冠